# Kanton Liévin-Sud
Der Kanton Liévin-Sud war von 1982 bis 2015 ein Wahlkreis im Arrondissement Lens im Département Pas-de-Calais, das in der Region Nord-Pas-de-Calais im nördlichen Frankreich liegt. Liévin war der Hauptort des Kantons.

## Gemeinden
Im Kanton Liévin-Sud lagen die Gemeinden Angres, Éleu-dit-Leauwette und ein Teil von Liévin (angegeben ist die Gesamteinwohnerzahl, im Kanton lebten etwa 17.400 Einwohner):
| Gemeinde           | Einwohner Jahr | Fläche km² | Bevölkerungsdichte | Code INSEE | Postleitzahl |
| ------------------ | -------------- | ---------- | ------------------ | ---------- | ------------ |
| Angres             | 4.100 (2013)   | 4,82       | 851 Einw./km²      | 62032      | 62143        |
| Éleu-dit-Leauwette | 2.865 (2013)   | 1,17       | 2449 Einw./km²     | 62291      | 62300        |
| Liévin             | 31.517 (2013)  | –          | – Einw./km²        | 62510      | 62800        |